# Азимов, Хамит Мухаметович
Хамит Мухаметович Азимов (Хамит Кулмамет, Хамит Кулмаметов, Хамид Кульмаметов; тат. Габделхәмит Мөхәммәт улы Әҗимев; 15 [27] июня 1895, Казань — 1942, Коми АССР) — драматический актёр Татарского академического театра и Татарского республиканского передвижного театра.

## Биография
Родился 15(27) июня 1895 года в Казани. Отец — Мухамет Азимов. Мать — Рабига Мустафовна Утямышева, сестра миллионера Исмагыйля Утәмишева.
Его родители возражали против его сценической деятельности. Они принадлежали к знаменитому роду Азимовых, не допускающих лицедейство. Поэтому он вынужден был взять артистическую фамилию Кульмаметов, чтобы не бросать тень на религиозную семью предков Азимовых и Утямышевых.
В 1915 году — он начал свою сценическую деятельность в труппе «Сайяр».
В 1918 году — он женился на актрисе их труппы Гульсум Болгарской, от этого брака у них родились:
- дочь Фирдаус Болгарская (1919—2004, жена композитора Энвера Бакирова)[3]
- сын Гаден (1922—1978, Участник Великой Отечественной войны 1941-45 годов)[3]

В годы Гражданской войны 1917-22 годов — работал во фронтовых театральных труппах. С 1922 года — служил в Татарском академическом театре. С 1939 года — служил в Татарском республиканском передвижном театре Хамит Кульмамет по ложному обвинению подвергся сталинским репрессиям и в 1942 году пропал без вести в лагерях, так и не узнав о судьбе своих детей. Могила, причина и точная дата его смерти неизвестны.

## Творчество
Актёр сыграл ряд значительных ролей, среди которых:
- Исмагил «Галиябану» Мирхайдара Файзи
- Хан «Тахир и Зухра» Фатхи Бурнаша
- Хабибрахман «Первый театр» Галиаскара Камала
- Байрамгали «Бишбуляк» Таҗи Гиззата
- Фердинанд «Коварство и любовь» Фридриха Шиллера (перевод Фатиха Амирхана)
- Чёрная мысль «Две мысли» Гафура Кулахметова
- Пристав «Берегись, взорвётся!» Карима Тинчурина
- Земляника «Ревизор» Н. В. Гоголя
- Татарин «На дне» А. М. Горького
- Уильяма Шекспира:
  - Яго «Отелло»
  - Клавдий «Гамлет»